# Grupo Desportivo de Lam Pak
Maillots
Le Grupo Desportivo de Lam Pak (en chinois : 藍白體育會), plus couramment abrégé en GD Lam Park, est un ancien club de football macanais fondé en 1988 et disparu en 2012, et basé sur l'île de Taipa, à Macao.

## Historique
- 1996 - 1re participation à la Ligue des champions de l'AFC

## Palmarès
| Compétitions nationales |
| --- |
| - Championnat de Macao (9) : - Champion : 1991-92, 1993-94, 1996-97, 1997-98, 1998-99, 2000-01, 2006, 2007 et 2009. - Coupe de Macao (1) : - Vainqueur : 2012. - Finaliste : 2010. |

## Personnalités du club

### Présidents du club
- Chan Man Kin

### Entraîneurs du club
- Yuzu